# Macroglossum svetlana
Macroglossum svetlana là một loài bướm đêm thuộc họ Sphingidae. Nó được tìm thấy ở Maldives.
Nó rất giống loài Macroglossum gyrans, nhưng có cánh trước và cánh sau tròn hơn và râu dày hơn. Ngoài ra, hình thức các dải ngang và đường kẻ mắt thường nhìn thấy được.